# Charles Jenkins, Jr.
Charles Jenkins (Charles Lamont „Chip“ Jenkins Jr.; * 9. April 1964 in New York City) ist ein ehemaliger US-amerikanischer Sprinter.
Bei den Leichtathletik-Hallenweltmeisterschaften 1991 gehörte er zum US-amerikanischen Team, das in der 4-mal-400-Meter-Staffel hinter Deutschland die Silbermedaille gewann. Im 400-Meter-Lauf belegte er in 47,18 s den vierten Platz.
Bei den Olympischen Spielen 1992 startete er im Vorlauf der 4-mal-400-Meter-Staffel, die sich in der Besetzung Darnell Hall, Michael Johnson, Jenkins, Quincy Watts als Zweite ihres Vorlaufs für das Finale qualifizierte. Hall und Jenkins wurden im Finale nicht eingesetzt, als Andrew Valmon, Watts, Michael Johnson und Steve Lewis mit Weltrekord von 2:55,74 min gewannen. Da gemäß olympischem Reglement seit 1984 auch die Ersatzleute eine Medaille erhalten, wenn sie im Vorlauf oder Zwischenlauf eingesetzt wurden, ist Charles Jenkins durch seinen Vorlaufeinsatz offiziell Olympiasieger.
Charles Jenkins ist 1,86 m groß und wog in seiner aktiven Zeit 77 kg. Er ist der Sohn von Charles „Charlie“ Jenkins, der 1956 Olympiasieger im 400-Meter-Lauf und in der 4-mal-400-Meter-Staffel wurde.

## Persönliche Bestzeiten
- 400 m: 44,90 s, 10. Juni 1992, Indianapolis
  - Halle: 46,08 s, 10. Februar 1991, Allston